# Artemisia (Film)
Artemisia, auch bekannt als Artemisia – Schule der Sinnlichkeit, ist ein Historienfilm von Agnès Merlet aus dem Jahr 1997, der als Koproduktion von Frankreich, Italien und Deutschland entstand. Die Filmbiografie zeichnet das Leben und Wirken der italienischen Malerin Artemisia Gentileschi (1593–1653) nach.

## Handlung
Italien 1610: Nach dem Gebet in einer Kapelle stiehlt die 17-jährige Klosterschülerin Artemisia Gentileschi eine Kerze. In ihrer Kammer holt sie anschließend ihr Malzeug hervor und betrachtet sich bei Kerzenschein in einem Spiegel. Sie studiert ihren Körper und beginnt ihn zu zeichnen. Die Nonnen des Klosters sind empört, als sie die Aktzeichnungen finden, und zeigen sie Artemisias Vater Orazio, einem etablierten Maler. Statt sie zu rügen, erkennt Orazio das Talent seiner Tochter und beschließt, sie in seinem Atelier zu unterrichten. An einem Strand trifft Artemisia auf den jungen Fischer Fulvio, den sie seit ihrer Kindheit kennt. Als er ihr sagt, dass ihre Brüste größer geworden seien, stößt sie ihn von sich und läuft davon. In einer Düne entdeckt sie kurz darauf ein Pärchen beim Liebesakt und schaut fasziniert von einer Felskante zu. Nachdem sich das Liebespaar entfernt hat, legt sich Artemisia sehnsüchtig in die im Sand zurückgebliebene Kuhle.
Da es Frauen nicht gestattet ist, nackte Männer zu malen, muss Artemisia hinter einem Vorhang bleiben, als Orazio einen männlichen Akt anfertigt. Da Artemisia jedoch unbedingt einen männlichen Akt zeichnen möchte, sucht sie Fulvio bei den Felsen am Strand auf. Sie bietet ihm an, sie küssen zu dürfen, wenn er sich im Gegenzug für sie auszieht. Fulvio willigt ein und zieht sich nach dem Kuss die Kleider aus. Hochkonzentriert studiert Artemisia seinen Körper. Am Strand beobachtet sie mit Fulvio eines Tages Agostino Tassi beim Malen eines Schiffsmodells vor der untergehenden Sonne. Von Agostino inspiriert, will Artemisia nicht länger im Atelier, sondern im Garten malen. Mit ihrem Vater reist sie schließlich nach Florenz, wo Orazio sie an der örtlichen Kunstakademie einschreiben lassen will. Da Frauen jedoch nicht an der Akademie studieren dürfen, bleibt Artemisia die Aufnahme verwehrt.

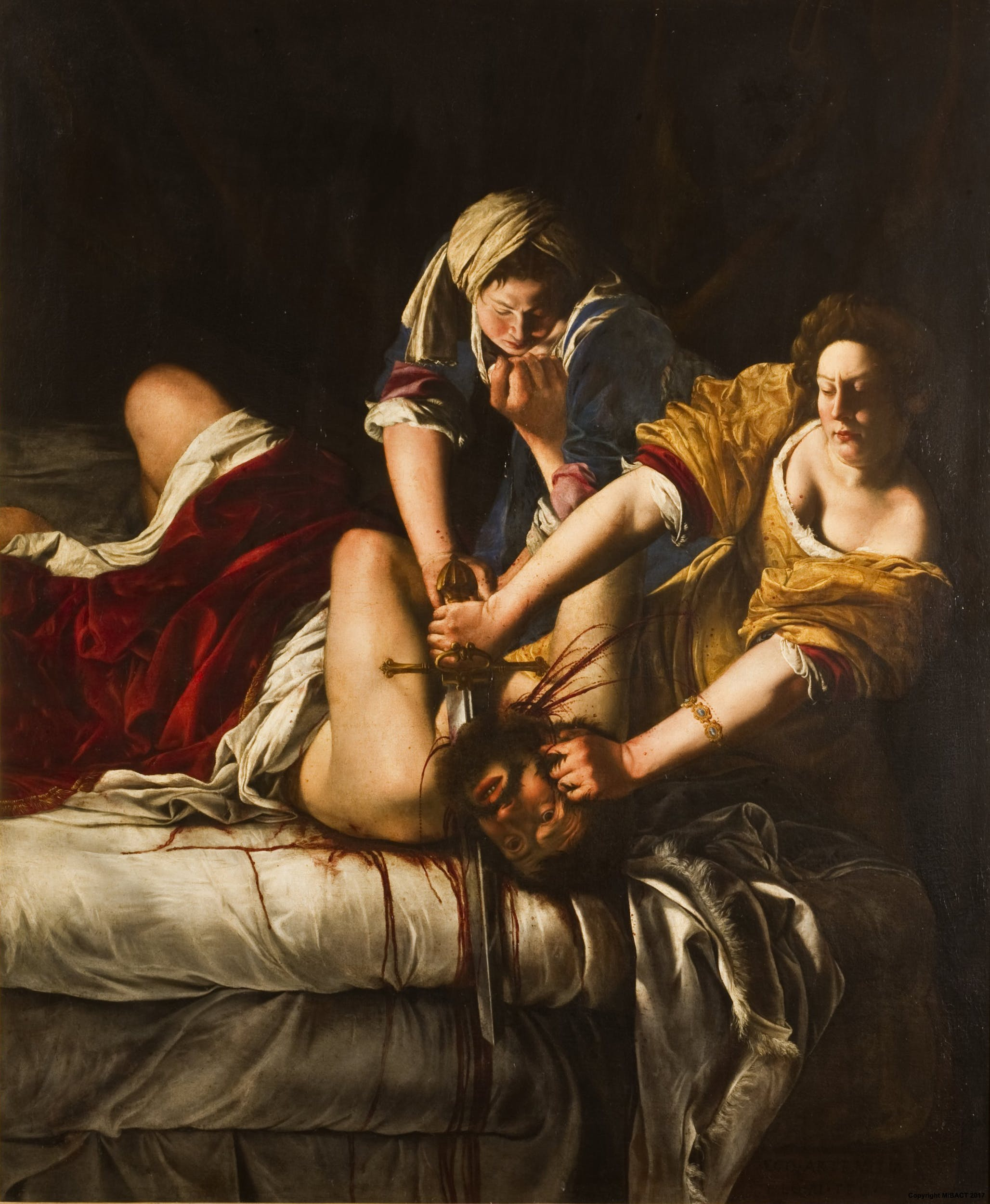
Artemisia Gentileschis Judith und Holofernes

Orazio erhält den Auftrag, zusammen mit Agostino Tassi die Fresken einer Kirche zu malen. Auch Artemisia steuert Skizzen bei und trifft so erneut auf Agostino. Eines Abends schleicht sich Artemisia zu Agostinos Haus, wo sie durch ein Fenster mehrere Männer und Frauen beim Geschlechtsakt entdeckt. Als sie auch Agostino beim Liebesspiel mit einer Prostituierten sieht, läuft sie irritiert davon. Agostino beginnt daraufhin, sich für ihre Arbeiten zu interessieren, und Artemisia hofft, seine Schülerin zu werden. Er willigt jedoch erst ein, ihr Lehrmeister zu werden, als ihn auch Orazio darum bittet.
Agostino unterrichtet Artemisia fortan in Sachen Perspektive und bringt ihr mit einem Drahtgitter die Landschaftsmalerei bei. Er erklärt sich zudem bereit, für ihr Gemälde Judith und Holofernes Modell zu stehen. Dabei kommen sie sich näher und Artemisia lässt sich von Agostino küssen. Als er jedoch in sie eindringt, schreckt sie vor Schmerz zurück und schlägt – entsetzt über das Blut in ihrem Schoß – auf ihn ein. Zu Hause versucht Artemisia, den Vorfall mit einer Zeichnung zu verarbeiten. Da sie sich weiterhin zu Agostino hingezogen fühlt, lässt sie sich schließlich auf eine Affäre mit ihm ein. Orazio, der den Gerüchten über ihr Verhältnis zunächst keinen Glauben schenkt, findet Artemisia halbnackt bei Agostino vor. Da sich Agostino weigert, Artemisia zur Frau zu nehmen, bezichtigt ihn Orazio der Vergewaltigung an seiner Tochter.
Vor Gericht beteuert Agostino seine Unschuld. Um ihn zu schützen, behauptet Artemisia, immer noch Jungfrau zu sein. Bei einer von zwei Nonnen durchgeführten Untersuchung stellt sich jedoch heraus, dass Artemisia keine Jungfrau mehr ist. Im Zeugenstand sagt Agostinos Schwester aus, dass Agostino in Florenz eine Frau und diese mit deren jüngerer Schwester betrogen habe. Artemisia ist erschüttert, zu erfahren, dass Agostino sie angelogen hatte und sie gar nicht heiraten wollte. Sie sucht ihn dennoch im Gefängnis auf und sagt ihm, dass sie ihn immer noch liebe. Im Verlauf des Prozesses präsentiert Agostinos Anwalt Artemisias männliche Aktzeichnungen, die sie von Fulvio gemacht hatte, und will Artemisia auf diese Weise als Frau von zweifelhaftem Ruf darstellen. Ihr inzwischen fertiges Gemälde Judith und Holofernes soll zudem ihre gewalttätige Neigung aufzeigen und Agostino als Opfer hinstellen. Da sich Agostino weigert, gegen Artemisia auszusagen, führt der Richter Agostino und Artemisia in einen separaten Raum. Um Artemisia ein Geständnis abzuringen, lässt ihr der Richter Schnüre um die Finger legen und diese immer enger ziehen, bis Artemisia blutet. Agostino kann es nicht ertragen, sie leiden zu sehen, und sagt daher dem Richter, dass er sie vergewaltigt und ihr die Ehe versprochen habe. Er wird daraufhin zu zwei Jahren Haft verurteilt. Artemisia hat Mühe, die Trennung von Agostino zu verwinden und ihrem Vater zu verzeihen, und beschließt letztlich, ihren Vater zu verlassen. In Agostinos Haus findet sie das Drahtgitter, mit dem dieser ihr die Landschaftsmalerei beigebracht hatte, und sie geht damit zum Strand. Dort schaut sie durch das Gitter und sieht vor ihrem inneren Auge eine Landschaft mit zwei Hügeln und einem Baum, die ihr Agostino zuvor in seiner Gefängniszelle beschrieben hatte.

## Hintergrund

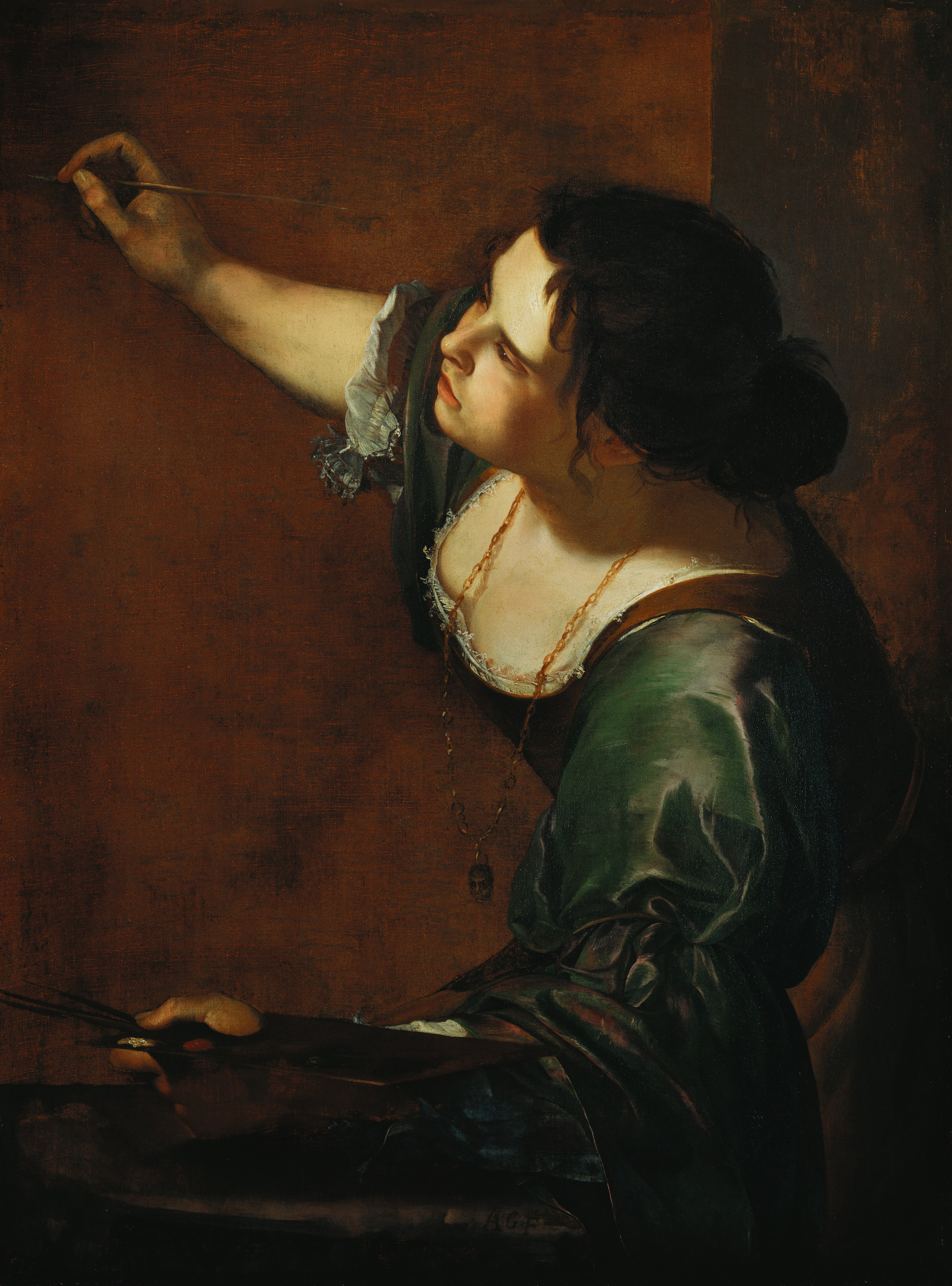
Ein im Film gezeigtes Selbstbildnis Artemisias

Die Dreharbeiten fanden in den Cinecittà-Filmstudios in Rom sowie in der Toskana statt, so etwa im dort gelegenen Parco Regionale della Maremma. Für das Szenenbild war Emita Frigato zuständig, die Kostüme entwarf Dominique Borg.
Artemisia wurde am 10. September 1997 in Frankreich uraufgeführt und auf dem Toronto International Film Festival vorgestellt. Es folgten weitere Vorführungen auf Filmfestivals, darunter auch das Chicago International Film Festival im Oktober 1997. Am 28. Mai 1998 kam der Film in die deutschen Kinos. Im Jahr 2021 wurde er in Deutschland mit einer Altersfreigabe ab 16 Jahren erstmals auf DVD veröffentlicht.
Der Film über die erste Frau, die 1616 offiziell an der Accademia delle Arti del Disegno in Florenz aufgenommen wurde, löste im Zuge seiner Veröffentlichung eine Kontroverse aus. Der Regisseurin Agnès Merlet wurde von Kunsthistorikern wie Mary D. Garrard vorgeworfen, den Film zu sehr auf erotische Aspekte reduziert und historische Tatsachen verfälscht wiedergegeben zu haben. Artemisia Gentileschi sei laut überlieferten Gerichtsdokumenten mehrmals von Agostino Tassi vergewaltigt worden und nicht, wie im Film dargestellt, seine Geliebte gewesen. Zudem habe der Film den Einfluss Gentileschis nicht ausreichend beleuchtet und stattdessen den Antrieb für ihr künstlerisches Schaffen einzig auf ihre vermeintliche Liebe zu Tassi zurückgeführt.

## Kritiken
„In stilvoll-schönen Bildern, die nie ins Geschmäcklerische abgleiten, entwickelt sich eine Biografie, die auch nach künstlerischen Konzepten, die Welt zu betrachten, fragt“, heißt es im Lexikon des internationalen Films. Es handle sich um ein „beeindruckendes Werk“, das „voller optischer Finessen“ sei und „von drei ausgezeichneten Hauptdarstellern [getragen]“ werde. Martin Günther von Cinema fand, dass Agnès Merlet „den (kunst-)historischen Stoff sehr frei zu einem zeitgemäßen Drama über Emanzipation und Selbstbestimmung [verarbeitet]“ habe, und wünschte, dass „jeder Museumsbesuch so spannend wäre“ wie diese „[e]rgreifende Künstlerinnen-Bio“.
Der Spiegel kritisierte hingegen, dass Merlet zwecks filmtauglicher Dramaturgie „eine tragische Liebesaffäre“ erfunden habe, „die aus dem unbeschwerten Mädchen eine reife Malerin macht“. Dies täusche Tiefe vor, „wo dramaturgische Flachheit herrscht“, und sei „überdies eine gewagte Verdrehung der Tatsachen“. Für Prisma war Artemisia ein „faszinierendes Historiendrama über eine Frau […], die sich über gesellschaftliche Grenzen ihrer Zeit hinwegsetzt und sich voll der Kunst und ihren Künstlern hingibt“. Dabei wirke der Film „[d]ank der berauschenden Bilder und der erotischen Verzauberung […] oft selbst wie ein Gemälde“.

## Auszeichnungen
Beim Chicago International Film Festival war Artemisia 1997 neben Filmen wie Caroline Links Jenseits der Stille und Michael Hanekes Funny Games als bester Film für den Gold Hugo nominiert, mit dem letztlich Alan Rickmans Regiedebüt The Winter Guest prämiert wurde. Merlets Historienfilm erhielt 1998 eine Nominierung für den Golden Globe in der Kategorie Bester fremdsprachiger Film, unterlag jedoch der belgischen Produktion Mein Leben in Rosarot.
Bei der César-Verleihung 1998 war Artemisia in den Kategorien Beste Kamera und Beste Kostüme nominiert. Kameramann Benoît Delhomme und Kostümbildnerin Dominique Borg konnten sich jedoch nicht gegen die Konkurrenz durchsetzen. Ausgezeichnet wurde Artemisia als bester französischer Film mit dem Le Roger, dem Preis des Avignon/New York Film Festivals.